# Демна (дизайнер)
Демна Гвасалиа (на грузински: დემნა გვასალია) известен и само като Демна е грузински моден дизайнер, главен креативен директор на Balenciaga и съосновател на Vetements.

## Биография
Роден е през 1981 в Сухуми. На 12 години по време на войната в Абхазия през 1992–1993 се мести да живее в Тбилиси, а през 2001 година семейството му се мести в Дюселдорф, Германия.
Учи четири години икономика в Тбилиски държавен университет, а след това в Кралската академия за изящни изкуства в Антверпен, кадъто завършва магистратура по моден дизайн през 2006 година.
През 2014 година заедно с брат си Гурам създават марката Vetements като първоначално представят дрехите си в малки гей барове в Париж.
През 2015 година става креативен директор на Balenciaga като наследява Александър Уан.
През 2021 година работи заедно с Кание Уест като е креативен директор на представянето на албума му Donda в Атланта, Джорджия.
Демна е гей.